# Bataille de Montjuïc (1641)
Pour les articles homonymes, voir Bataille de Montjuïc.
Guerre de Trente Ans
Batailles
La bataille de Montjuïc, le 26 janvier 1641, voit la victoire des Franco-Catalans sur les Espagnols. La Principauté de Catalogne avait nommé le roi de France Louis XIII comme comte de Barcelone le 23 janvier 1641, et se met sous l'entière autorité du royaume de France à l'approche des troupes espagnoles de Philippe IV. L'armée française (dont les régiments Enghien, Espenan et Sérignan et quelque 1 000 cavaliers qui venaient de rendre Tarragone) et les milices catalanes repoussent les Espagnols le 26 au cours de la bataille de Montjuïc (Barcelone). La Catalogne restera française jusqu'en 1652.

## Antécédents
Au printemps de 1640 ont été emprisonnés Francesc Joan de Vergós i de Sorribes et Lleonard Serra, deux membres importants du Conseil des Cent, et le député Francesc de Tamarit, arrestations qui ont provoqué un climat tendu dans le Principat. Ils étaient accusés de ne pas aider à la levée des 16 000 hommes que prévoyait l'Union des armes, qui devaient partir en Italie pour lutter dans le cadre de la guerre de Trente Ans, ni au logement des troupes hispaniques qui devaient défendre la cité contre une hypothétique invasion française, ainsi que l'avait demandé Gaspar de Guzmán i Pimentel, le Comte-duc d'Olivares. Le 27 mars, la Députation et le Conseil des Cent, n'ayant pu obtenir une réponse du vice-roi de Catalogne Dalmau III de Queralt, ont envoyé une ambassade de douze diplomates à Madrid, qui non seulement n'ont pas obtenu l'audience qu'ils sollicitaient avec le roi Philippe IV, mais encore ont été détenus.
La révolte paysanne, qui voulait mettre fin aux désordres créés par les soldats castillans, s'est étendue dans tout le territoire et, finalement, le 22 mai, les paysans révoltés sont entrés dans Barcelone et ont remis en liberté les personnes retenues dans la prison de la cité, qui était située dans une tour de la muraille romaine, sur la place du Blé.
Le 7 juin de cette année, connus sous le nom de Corpus de Sang, des groupes de faucheurs sont entrés une nouvelle fois dans la cité et, durant les désordres, le vice-roi a été assassiné.
Le 7 septembre 1640 a été signé le Pacte de Céret d'alliance et d'aide militaire entre le Royaume de France et la Catalogne, selon lequel la France s'engageait à défendre le Principat. Le 20 octobre 1640 arrivait à Barcelone Bernard du Plessis-Besançon pour constituer une alliance de guerre avec le Conseiller en Chef, Joan Pere Fontanella, et le député militaire, Francesc de Tamarit.
Ce même septembre, l'armée de Philippe IV venant d'Aragon et commandée par Pedro Fajardo, Marquis de los Vélez, avec l'élite des troupes hispaniques, a occupé Tortosa. Le 8 décembre, les troupes se sont mises en marche en direction de Barcelone. Elles ont trouvé une forte résistance à Perelló et au col de Balaguer, près de l'Hospitalet de l'Infant. Après la bataille de Cambrils -qui s'est terminée par un massacre des cambrilencs qui s'étaient rendus désarmés et l'exécution par le garrot des trois chefs militaires, du bayle et des jurats de la ville-, Roger de Bossost, baron d'Espenan, a laissé la cité de Tarragone et a fui avec ses troupes vers la France pendant que les Espagnols continuaient à avancer en direction de Barcelone. On a proclamé une mobilisation de toute la population d'âge compris entre 15  et   65 ans, qui n'était déjà enrôlée, sous peine de confiscation des biens. Les Catalans ont décidé de résister à Martorell, où ils ont été mis en déroute. Par conséquent, l'armée castillane arrivait aux portes de la cité de Barcelone.
Pau Claris a proclamé la république catalane le 17 janvier 1641. En même temps, une semaine plus tard, le 23 janvier, alors que les troupes castillanes campaient à Sants, Louis XIII de France était fait comte de Barcelone, chose qui semblait soumettre le Principat de Catalogne à la souveraineté française.

## Barcelone en 1641
Barcelone avait, en 1641, environ 40 000 habitants et était formée par l'actuel Barri Gòtic et par El Raval, avec un diamètre approximatif de trois milles et demi (5 630 mètres environ). Les corporations d'artisans étaient devenues puissantes et avaient acquis un poids toujours plus grand au sein des institutions politiques, et en 1641, elles avaient obtenu de posséder deux conseillers au Conseil des Cent. Au moment où la participation du peuple dans toute l'Europe s'affaiblissait devant le pouvoir croissant des monarchies, à Barcelone les choses ne se passaient pas de la même manière. La prospérité de la cité était importante, s'appuyant sur la grande diversité des métiers et des manufactures de textiles, de verre, de cuir et de métal.
Après la mort du vice-roi, le Conseil des Cent a décidé d'exercer l'autorité absolue sur la cité pour suppléer le vide du pouvoir, car le gouverneur avait disparu au milieu d'un climat révolutionnaire dans lequel tous les Catalans avaient le droit de posséder des armes et de s'entraîner en accord avec l'usage Princeps namque, une constitution de nature défensive limitée au Principat, qui ordonnait que tous les hommes en condition de lutter devaient secourir le monarque, si celui-ci était attaqué.

### La muraille de Barcelone

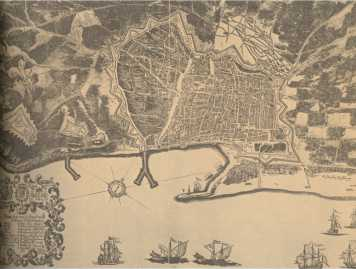
Barcelone, au XVIIe siècle

La cité disposait d'une muraille extérieure du XIVe siècle en pierre bien solide, entourée d'un fossé sec et avec la face interne libre de tout édifice, munie de neuf portes et de cinq portes à El Raval. Cette muraille prolongeait le rempart de l'époque de Jacques le Conquérant dont existaient encore la muraille de la Rambla, l'enceinte intérieure de la muraille romaine de Barcelone de la Barcino romaine du IVe siècle, la mieux conservée, et une muraille en front de mer qui a été construite au XVIe siècle pour défendre la cité contre les attaques des pirates. Les murailles, sauf ce qui restait de la romaine, ont été abattues à partir de 1854.

### Couvent de Santa Madrona
Le couvent fortifié de Santa Madrona était au pied de la montagne de Montjuïc à mi-chemin entre Barcelone et Sants. En 1641, le couvent était occupé par des capucins. En ce lieu se trouve maintenant une chapelle construite après la bataille ; elle est située entre le musée national d'art et le musée ethnologique (ca), près du palais Albéniz.

### Le château de Montjuïc
La fortification de la montagne de Montjuïc, en forme de quadrilatère en terre avec un revêtement en pierre et boue et quatre demi-bastions aux coins et un fossé de faible profondeur, a été construit en trente jours en 1640 en prévision de l'avance des Castillans. Un phare destiné à informer au moyen de signaux de l'approche de bateaux, occupait la cime.

## Les forces en présence

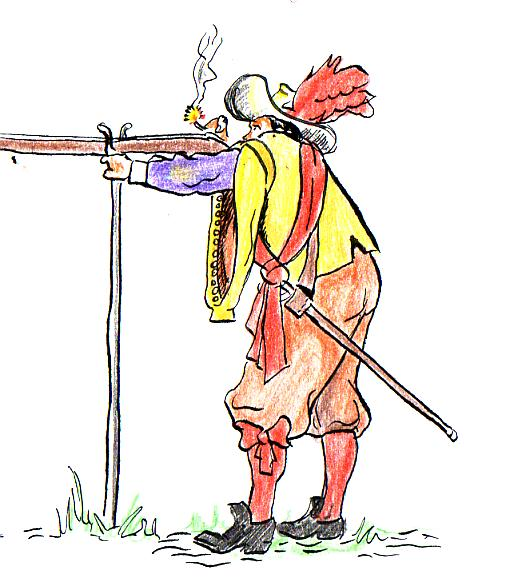
Mousquetaire d'un tercio espagnol

L'armée castillane du marquis de los Vélez était partie en campagne avec 23 000 soldats, 3 100 cavaliers et 24 pièces d'artillerie servies par 250 artilleurs, divisés en trois corps :
- Corps d'avant-garde, dirigé par Gerolamo Maria Caracciolo, le marquis de Torrecuso. Il disposait du bataillon de cavalerie de Carlo Maria Caracciolo, duc de San Giorgio, fort de 500 chevaux, du régiment d'infanterie du colonel Fernando de Ribera, du régiment d'infanterie du colonel Gonzalo Fajardo, du régiment d'infanterie du maître de camp Martín de los Arcos, comte d'Orpesa, du tercio de Castille et de celui de Guipuscoa, et d'un tercio irlandais de Hugh O'Donnell, duc de Tyrconnell[20].

- Corps de bataille, commandé par Pedro Fajardo de Zúñiga y Requesens, le marquis de los Vélez. Il disposait d'une escorte de 100 cavaliers commandés par le capitaine Alonso Gaytan, de deux bataillons de cavalerie de 600 chevaux chacun commandés par Álvaro Suárez de Quiñones et le commissaire général Filippo Filangieri, et de trois tercios dirigés par Pedro de La Saca, Alonso de Calatayud et Diego de Villalba y Toledo et de cinq régiments d'infanterie, dirigés par Martín de Azlor, Iñigo de Mendoza, Diego Guardiola, Luis Gerónimo de Contreras et Pedro de Cañaveral.

- Corps d'arrière-garde. Il disposait de 24 pièces d'artillerie dirigées par le marquis de Chieri[21], de quatre tercios d'infanterie (un castillan de Tomas Mesia de Acevedo, celui des Presidis du Portugal de Tomas Mesia de Acevedo, le wallon de Felipe de Gante y Merode et le portugais de Simón de Mascarenhas), de quelques compagnies italiennes et des 500 chevaux qui formaient le bataillon de cavalerie de Rodrigo de Herrera.

- La cavalerie espagnole comprenait 18 escadrons avec environ 1 500 chevaux au total pour la bataille.

Les forces catalanes et françaises étaient constituées par :
- Les défenseurs du Château de Montjuïc[19], avec 9 compagnies de miliciens de la Coronela : marchands de toiles (située dans le fortin), savetiers ou cordonniers, tailleurs, passementiers, membres de la confrérie de Saint-Étienne (qui réunissait les métiers de fabricants de bât, ferblantiers, armuriers et dinandiers) situé en face de Castelldefels, fabricants de voiles (capitaine Ambrosi Gallart i Caldes), taverniers, tisserands de lin et tanneurs qui étaient de garde à la Tour de Damians) et d'autres du Tercio de Santa Eulàlia[22] qui faisaient partie de la Coronela de Barcelona (ca), le capitaine Francesc de Cabanyes avec 200 miquelets, 300 mousquetaires et piquiers français du régiment d'infanterie de Sérignan dirigés par George Stuart, le seigneur d'Aubigny, situés dans le fortin et 8 pièces d'artillerie de bronze.
- La compagnie des Couturiers de la Coronela (et qui est une des 9 identifiées avec un autre nom - probablement celle des tailleurs) était également dans le fortin.
- Étaient présents les capitaines Lluis Valencia, Jordi de Peguera, Antoni de Peguera, Rafael Casamitjana, Vives, Martorell i Modolell.
- À l'ermitage de Santa Madrona se trouvaient les troupes de Gallart (compagnie de Saint-Étienne) et Valencia[19] avec le capitaine d'artillerie Agustí Radas.
- L'artillerie dirigée par Dídac Montfar Sorts i Cellers, les quatre tercios de la Coronela de Barcelona (ca)[23],[9] dirigés par Miquel Torrelles et ses quatre tercios étaient commandés par Domènec Moradell, Galceran Dusay, Josep Navell i Joan Tello, et le reste des forces catalanes défendaient la cité.
- La cavalerie française, dirigée par Henri-Robert de Sérignan[19], s'est déployée al Pla pour attaquer les positions castillanes. Le régiment de Sérignan s'est chargé de la défense de la porte de San Antoni pendant que le reste de la cavalerie, formé par les compagnies des capitaines monsieur de Fontrailles (chevau-légers), monsieur de Bridoirs, monsieur de Guidane, monsieur de Sagé et monsieur de la Talle (ou Halle), Josep d'Ardena, Josep Galceran de Pinós i de Perapertusa, Henrique Juan, et Manuel d'Aux Borrellas défendaient les chemins entre Barcelone et Sants.

- Le reste du régiment d'infanterie de Sérignan qui occupait les différentes portes de Barcelone et la demi-lune devant la porte de Sant Antoni. De fait, ce régiment a été l'unique d'infanterie française qui était entré en Catalogne, ne figurant pas dans la capitulation de Tarragone. Malgré tout, il faut noter la présence également d'une partie du régiment d'Espenan dans Barcelone le jour de la bataille.

Le reste des troupes qui avaient fui de la bataille de Martorell était dispersé dans le Vallès et avait reçu l'ordre de revenir à Barcelone pendant que les miquelets de Josep Margarit i de Biure s'étaient postés à la limite de Montserrat pour empêcher l'arrivée d'aide de la part de l'armée hispanique.

## Plan de bataille
Après sa victoire lors de la bataille de Martorell, Pedro Fajardo a choisi d'attaquer Barcelone rapidement pour éviter le regroupement des troupes catalanes dispersées par le Vallès avec de nouveaux contingents catalans et français qui étaient en chemin. Il voulait attaquer Montjuïc en encerclant la montagne et en commençant à l'investir avec deux mille mousquetaires suivis par le gros de l'infanterie, et alors il aurait ouvert un second front par une attaque directe dirigée par Carlo Maria Caracciolo, le duc de San Giorgio, contre la porte de Sant Antoni avec le gros de la cavalerie et l'artillerie, et une partie de l'infanterie, qui devrait empêcher l'arrivée d'une aide à la forteresse. L'armée hispanique devrait alors se poster sur Montjuïc et serait ravitaillée par la mer, évitant les périls de Collserola, où elle aurait pu constituer une cible facile pour les guérilleros.
Prévoyant l'arrivée de l'armée hispanique, le jour précédant la bataille, les Catalans avaient encore surélevé la muraille de la forteresse de Montjuïc.

## La bataille

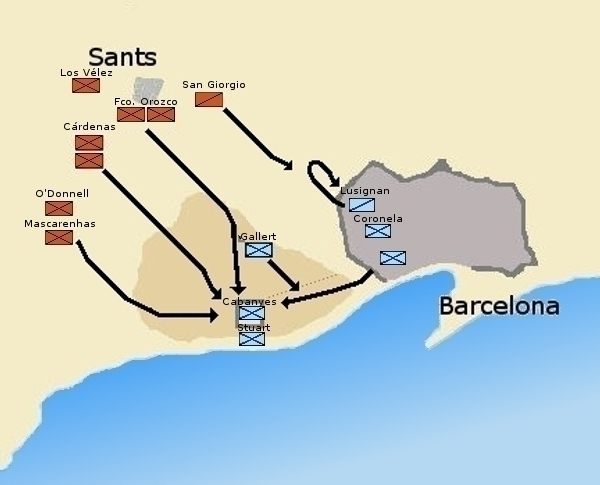
Mouvements des troupes durant la bataille. En rouge, les troupes espagnoles, en bleu les Catalans

L'assaut contre Montjuïc a commencé à neuf heures du matin quand deux mille mousquetaires qui appartenaient aux tercios de Hugh O'Donnell (en), Fernando de Ribera et Simon de Mascarenhas montent du côté du Llobregat, et sont repoussés par les défenseurs.
Un peu plus tard après le premier accrochage, les deux tercios de Diego de Cárdenas Lusón ont commencé à monter sur la montagne depuis Sants, et deux tercios commandés par Francisco de Orozco, le marquis de Mortara, se sont dirigés depuis la Creu Coberta vers l'ermitage de Santa Madrona pour couper le chemin entre la cité et Montjuïc, d'où se retiraient les Catalans qui s'y étaient postés en profitant de la couverture de la cavalerie française, pour s'installer sur le chemin retranché de Montjuïc, où ils devaient protéger les munitions et les renforts qui devaient monter au château.
Les troupes castillanes, manquant de communication et traversant un terrain touffu et en pente, ont atteint la cime de la montagne à des instants différents. Quand les premières troupes castillanes sont arrivées au sommet de Montjuïc, de nombreux Catalans ont fui, à l'exception d'une compagnie de 400 hommes qui ont fait front à l'attaque en tirant à courte distance selon les conseils des officiers français, décimant les attaquants et éliminant les officiers. Grâce à ce déroulement de la bataille, ils n'ont pas eu à affronter l'ensemble des attaquants en même temps, tandis que l'artillerie dirigée par Agustí Radas tirait des pierres et de la mitraille par les canons hollandais à courte distance, alors que les Hispaniques n'avaient pas d'échelles ni d'artillerie. Le restant des troupes hispaniques était encore établi dans les champs de Valldonzella.
Henri-Robert de Sérignan, commandant sept bataillons de cavalerie couverts par les mousquetaires postés sur la muraille, a chargé les Hispaniques qui attaquaient la muraille et le chemin de Montjuïc. Cette action a provoqué une riposte constituée par une charge de la cavalerie castillane commandée par Carlo Maria Caracciolo. Il s'est ensuivi une retraite catalane vers l'intérieur des murailles par la porte de Sant Antoni, sans être suivis par les Hispaniques. Mais cette manœuvre a fait supposer qu'ils étaient sans munition, de manière que les attaquants sont venus se mettre à portée des mousquets des murailles, mais ils ont trouvé la porte fermée, et ont alors dû subir une charge des cuirassiers français. Parmi les pertes hispaniques, on trouvait Carlo Maria Caracciolo, duc de San Giorgio.
La victoire aux abords de la muraille va permettre d'envoyer deux mille mousquetaires soutenir le château, couverts par les mousquetaires postés dans les tranchées. À trois heures de l'après-midi, les Castillans ont tenté une nouvelle attaque en masse avec les troupes de réserve commandées par Gerolamo Maria Caracciolo, mais le manque d'échelles et le feu catalan ont provoqué de nombreuses pertes. Une charge finale de quarante Catalans du château descendant de la montagne, a provoqué la panique et le retrait des Espagnols jusqu'à Sants.
« Les drapeaux de Castille, peu avant flottant au vent en signe de victoire, étaient à terre et piétinés par leurs ennemis, dont beaucoup les brandissaient comme des trophées ou des signes de triomphe ; à quel mépris étaient-ils réduits. Les armes perdues par toute la campagne étaient en si grand nombre, qu'elles ont ainsi mieux servi à la défense, qu'entre les mains de leurs propriétaires, à cause de la difficulté qu'elles provoquaient en obstruant le chemin : rien que la mort et la vengeance si souvent présentes dans les tragédies espagnoles, dont ils semblaient se délecter dans cette horrible scène. »
— Francisco Manuel de Melo
Le jour de la victoire coïncidait avec la fête de Saint Polycarpe de Smyrne, qui jusqu'alors n'avait été l'objet que de peu dévotion dans la cité. On lui a attribué une intervention pour rendre possible la victoire. On a dit qu'il était apparu au-dessus de la porte de Santa Madrona pour encourager les soldats. Pour commémorer cette aide divine, la cité lui a dressé une statue dans l'église des Saints Just et Pastor.

## Conséquences
Les Espagnols, ayant perdu plus de 1 500 hommes et complètement démoralisés, n'ont pas eu le courage de se lancer dans de nouveaux assauts et ils sont allés passer la nuit à Sants, près de la Torre de Benet Mas, organisés pour se défendre et en ayant creusé des tranchées. Les Catalans ont eu très peu de pertes, avec un total de 32 morts et quelques blessés. La compagnie des Estevens a été celle qui a eu le plus à souffrir avec 10 ou 12 morts et quelques blessés, dont son capitaine Ambrosi Gallart. La cavalerie a eu 10 morts et 12 blessés selon la Crònica Exemplària.
Durant la soirée sont entrées dans Barcelone les troupes qui avaient été mises en déroute à Martorell et à onze heures du soir est arrivé le Tercio de Santa Eulàlia avec 1 000 mousquetaires, commandés par Pere Joan Rossell, et deux troupes de cavalerie.
Durant la nuit, les Barcelonais, alarmés par des bruits, ont cru que les Castillans voulaient assaillir les murailles et la situation est devenue chaotique avec le déclenchement de tirs nourris ainsi que la mise en œuvre de toute l'artillerie de la place.
La matinée suivante, l'armée espagnole a abandonné Sants, ayant appris que Philippe de La Mothe-Houdancourt s'approchait avec une colonne de 6 000 hommes. Elle a laissé en arrière l'artillerie et a fui vers Martorell, pour après rejoindre Tarragone, où Pedro Fajardo a fini par être remplacé par Federico Colonna. L'armée, forte encore de 16 000 hommes et de 2 500 chevaux, est arrivée à Tarragone mais ensuite, presque la moitié de la troupe a déserté.
Pau Claris est mort un mois après la victoire de Montjuïc, peut-être empoisonné, et les nouvelles autorités n'ont pu contenir les excès des lieutenants français. L'inévitable intervention française a transformé la Catalogne en un front de plus de la guerre de Trente Ans, qui a vu s'affronter les Habsbourg et la monarchie française pour l'hégémonie de l'Europe.

## Source
- (es) Francisco Manuel de Melo, Historia de los movimientos, separación y guerra de Cataluña en tiempos de Felipe IV, Valladolid, Editorial Maxtor, 2001, 264 p. (ISBN 84-95636-64-6, présentation en ligne)